# Passeig (afusellament)
Passeigs és el nom amb el qual es va conèixer a una sèrie d'episodis de violència i repressió política esdevinguts durant la Guerra Civil espanyola que van tenir lloc tant en el bàndol republicà com en el revoltat, i que van viure el seu auge entre juliol i desembre de 1936. Eren producte de l'actuació de tribunals populars que, en general, acabaven amb l'execució per afusellament dels detinguts, en molts casos en descampats i durant la nit. De vegades hi participaven delinqüents comuns.
Indalecio Prieto definiria en 1961 en Cartes a un escultor aquests passejos com:
| «                        | Execucions sense sumari que es van prodigar a les dues zones d'Espanya i que ens van deshonrar per igual als espanyols d'un i un altre bàndol. | » |
| — Indalecio Prieto, 1961 | |   |